# Крочетта-Монтелло
Крочетта-Монтелло (итал. Crocetta del Montello) — коммуна в Италии, располагается в провинции Тревизо области Венеция.
Население составляет 5714 человек, плотность населения составляет 220 чел./км². Занимает площадь 26 км². Почтовый индекс — 31035. Телефонный код — 0423.
Покровителем коммуны почитается святой Иосиф Обручник, празднование 30 ноября.